# Castillo de Montagut
El castillo de Montagut está situado en el municipio de Montagut y Oix en la comarca de La Garrocha, provincia de Gerona. Concretamente está en la colina de Montagut (597 m) y data del siglo XI.